# 尼克·戈爾弗斯
尼克·戈爾弗斯（Nicholas Alan "Nick" Gehlfuss，1985年1月21日—）是美國的一位演員。他出生在俄亥俄州克里夫蘭，畢業於密苏里大学堪萨斯城分校。戈爾弗斯出演過無恥之徒、芝加哥火焰等電視劇。